# Мельпомена
Мельпоме́на (грец. Μελπομένη — «співати» або «мелодійний») — одна з 9 дочок Зевса і Мнемосіни, муза трагедії, мати сирен. Спершу Мельпомену вважали музою пісні взагалі, згодом — журливої пісні та трагедії. Її назва походить від грецького дієслова μέλπω або μέλπομαι, що означає «святкувати з танцями і піснями». Часто вона також тримає ніж або кий в одній руці і трагічну маску в іншій.

## Міфологія

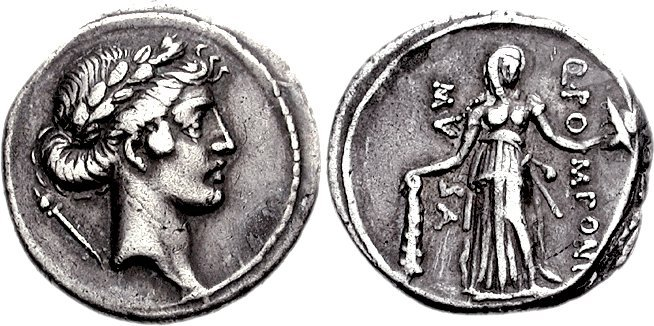
Мельпомена на монеті Квінта Помпонія Музи, 66 рік до н.е.

Сестрами Мельпомени були Калліопа (муза епічної поезії), Кліо (муза історії), Евтерпа (муза ліричної поезії), Терпсихора (муза танцю), Ерато (муза еротичної поезії), Талія (муза комедії), Полігімнія (муза гімнів), і Уранія (муза астрономії).
Зображували її високою жінкою в котурнах, у вінку з виноградного листя або плюща, в театральній мантії, з трагічною маскою в одній руці і з мечем або палицею в другій (символ невідворотності покарання людини, яка порушує волю богів).
У переносному значенні Мельпомена — театр, сценічне втілення трагедії.
На честь божества названо астероїд 18 Мельпомена.